# Hiszam Burmal
Hiszam Burmal – algierski zapaśnik walczący przeważnie w stylu klasycznym. Srebrny medalista igrzysk afrykańskich w 2015. Wicemistrz arabski w 2015 roku.